# 阿奇泰塞尔
阿奇泰塞尔，是匈牙利科马罗姆-埃斯泰尔戈姆州所辖的一个村。总面积17.73平方公里，总人口687，人口密度38.7人/平方公里（2011年1月1日）。